# Tapio Kantanen
Paavo Tapio Kantanen (ur. 31 maja 1949 w Heinola) – fiński lekkoatleta, specjalizujący się w biegu na 3000 metrów z przeszkodami.

## Osiągnięcia
- brązowy medal igrzysk olimpijskich (Monachium 1972)
- 4. miejsce podczas igrzysk olimpijskich (Montreal 1976)

## Rekordy życiowe
- Bieg na 3000 metrów z przeszkodami - 8:12,60 (1976)